# Noyau exotique
Un noyau exotique est un noyau atomique qui n'existe pas à l'état naturel parce que sa durée de vie est très courte (jusqu'au milliardième de seconde). Il ne peut être observé qu'immédiatement après sa création par des dispositifs expérimentaux dédiés. Les noyaux exotiques sont donc créés artificiellement dans des accélérateurs de particules, comme en France le GANIL basé à Caen. Les noyaux exotiques se situent sur les bords ou au-delà de la vallée de stabilité ; ils se caractérisent par un rapport N / Z (rapport du nombre de neutrons au nombre de protons) très différent de celui des noyaux stables ou un nombre de masse bien supérieur ; on distinguera donc les noyaux déficients en neutrons (excédentaires en protons), les noyaux excédentaires en neutrons (déficients en protons) et les noyaux excédentaires en neutrons et en protons qui se situent à l'extrémité de la vallée de stabilité (noyaux superlourds, au-delà de Z = 103).
En raison de ces caractéristiques, certains noyaux exotiques « développent des structures inhabituelles (grande extension de matière, halo ou peau de neutrons, couches présentant de nouveaux nombres magiques) ».

## Objectifs scientifiques
Malgré leur durée de vie très faible, les noyaux exotiques jouent un rôle important dans la nucléosynthèse stellaire (l'ensemble des réactions nucléaires qui produisent dans les étoiles les 286 nucléides stables présents dans l'Univers), notamment au cours du processus r et du processus p. Il est donc important de les comprendre et d'en connaître les propriétés.
Il n'existe pas encore de modèle unique et universellement accepté pour prédire les propriétés d'un noyau atomique, à partir des interactions fondamentales (nucléaire forte, nucléaire faible et électromagnétique). Les propriétés des noyaux exotiques permettent de tester les modèles du noyau atomique et de la matière nucléaire dans des conditions extrêmes, loin de la zone de stabilité.

## Voyage dans la vallée de stabilité

Vallée de stabilité nucléaire. Les noyaux stables, au fond de la vallée, sont en noir. Les autres couleurs distinguent les modes de désintégration des noyaux radioactifs. On considère comme exotiques les noyaux les plus éloignés du fond de la vallée, dont la durée de vie est très brève et dont la structure peut être éloignée de celle des noyaux stables.

Pour créer au laboratoire des noyaux exotiques à partir de noyaux stables, il faut modifier leurs rapports N / Z, tout en leur conférant l'énergie d'excitation la plus faible possible. Les noyaux ayant une charge électrique positive, l'obstacle à franchir pour les faire interagir avec des protons ou d'autres noyaux est la barrière coulombienne (électrostatique).

### Capture neutronique
Insensibles aux forces électrostatiques, les neutrons sont plus facilement absorbés par les noyaux, notamment les neutrons « thermiques ». L'absorption d'un neutron donne un isotope du noyau initial dans un état excité, qui revient à son niveau fondamental par émission d'un photon (ou de plusieurs). Si l'isotope est instable, il se transforme par radioactivité  (β–, β+ ou α), par émission d'un proton ou d'un neutron, ou par fission, selon sa position dans la vallée de la stabilité (voir figure).
Par exemple, l'absorption d'un neutron par un noyau d'or 197Au donnera un isotope 198Au (réaction nucléaire 197Au (n, γ) 198Au) ; après émission d'un photon, cet isotope radioactif se désintègre en198Hg (demi-vie 2,7 jours) par émission d'un électron (β–).
La capture neutronique n'est efficace pour créer des noyaux très riches en neutrons que dans les conditions extrêmes des étoiles en fin de vie (processus r), où les flux de neutrons sont tels que les noyaux peuvent absorber plusieurs neutrons avant de se désexciter.

### Réactions entre noyaux
Les accélérateurs sont utilisés pour vaincre la barrière coulombienne et provoquer les réactions nucléaires ; selon les noyaux du faisceau et de la cible considérés et selon l'énergie du faisceau, il y a trois processus susceptibles de créer à partir de noyaux stables des noyaux avec des rapports N/Z différents :

#### Réactions de transfert
Dans des réactions périphériques, des échanges d'un (ou quelque nucléon(s)) entre le projectile et la cible : par exemple, l'échange de charge A
Z X (p, n) A 
Z+1Y ou le transfert de nucléons A
Z X (α, n) A+3
Z+2 Y (voir réaction nucléaire). Partant de noyaux stables, ces réactions ne permettent pas de créer des noyaux très loin de la stabilité.

#### Fusions induites (noyau composé)
Dans les collisions centrales entre noyaux lourds, aux énergies modérées (de l'ordre de la dizaine de MeV/A), les 2 noyaux peuvent fusionner pour former un noyau composé (qui a "oublié" la structure des noyaux initiaux) ; ce noyau peut "exister" pendant une durée de vie suffisamment longue (10-20 à 10-14 seconde) pour être en équilibre, avant de se désintégrer par radioactivité ou fission (voir infra). Son ratio neutron/proton (N1 + N2) / (Z1 + Z2) peut s'éloigner notablement des ratios des noyaux initiaux. Cependant la courbure de la vallée de la stabilité oriente la production de noyaux exotiques vers ceux déficients en neutrons.

#### Fission et multifragmentation
Lorsque l'on scinde un noyau très lourd (donc avec un ratio N / Z > 1) en fragments légers ayant le même ratio, ceux-ci se retrouvent donc avec un excès de neutrons par rapport aux noyaux stables de masse comparable (N / Z ≈ 1).

Distribution (approximative) des fragments de fission du noyau 235U.

La fission peut être une voie de désexcitation d'un noyau composé (voir supra) ou résulter de l'impact d'une particule légère sur un noyau lourd. C'est un processus statistique qui conduit à une distribution de noyaux centrée autour d'un pic correspondant à la moitié de la masse du noyau initial (fission symétrique) ou de deux pics (fission asymétrique, voir figure). La fission produit une grande variété de noyaux radioactifs, surtout riches en neutrons.
A plus haute énergie (de l'ordre de 100 MeV/A ou plus), dans les collisions périphériques ou intermédiaires (voir réactions nucléaires avec des ions lourds), le projectile arrache une partie du noyau cible (spallation) ; le noyau résiduel, plus léger mais très excité, a un excès de neutrons. dans les collisions plus centrales, il y a formation d'une zone de matière nucléaire très excitée, qui se décompose en plusieurs fragments nucléaires. Ce processus très énergétique, hors équilibre, donne une distribution statistique de fragments avec une grande dispersion en masse et en ratio N / Z.

#### Les faisceaux radioactifs
Les noyaux loin de la stabilité sont créés dans des processus très énergétiques, qui produisent une très grande diversité de fragments nucléaires. Pour étudier expérimentalement tel ou tel de ces noyaux, des dispositifs spécifiques sont nécessaires pour les trier, les identifier et analyser leurs propriétés, dans un temps très bref vu leur faible durée de vie (ordre de grandeur la milliseconde, voire le millionième de seconde).

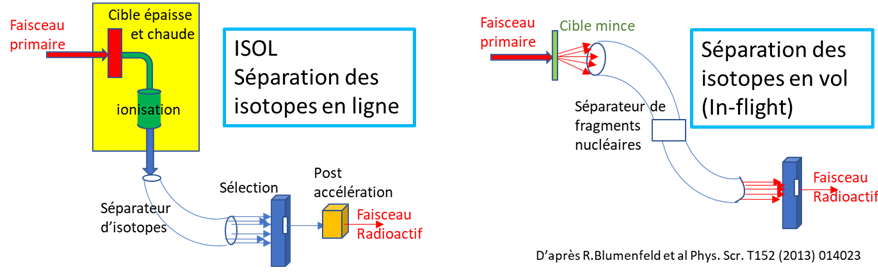
Schéma de principe des 2 méthodes de base pour la création de faisceaux radioactifs (d'après R.Blumenfeld et al. Phys.Scr. T152 (2013) 014023)

Les 2 techniques de base sont respectivement :
- la séparation en vol : un faisceau de haute énergie percute une cible mince ; généralement en cinématique inverse. Les produits de la réaction, de grande vitesse dans le laboratoire, sont triés en vol (masse et charge) par des techniques de spectrométrie magnétique ;
- la technique dite ISOL (Isotope Separation On-Line) de séparation des isotopes en ligne, un faisceau de noyaux légers de haute énergie percute une cible épaisse qui stoppe les produits de réaction. La cible étant à haute température, les produits de réaction diffusent ; ils sont collectés, ionisés et réaccélérés pour analyse ou pour effectuer des réactions secondaires.

Des sites de production de faisceaux radioactifs se sont développés dans le monde. Les principaux utilisant la technique de séparation en vol sont : GANIL (Caen, France) faisceau primaire jusqu'à 100 MeV/A ; GSI (Darmstadt, Allemagne) jusqu'à 2 GeV/A; NSCL/MSU (East Lansing, USA) jusqu'à 200 MeV/A et RARF/Riken (Tokyo, Japon) jusqu'à 100 MeV/A.
La principale installation (précurseur) du type ISOL est ISOLDE (en) du CERN couplé à un accélérateur de proton de 600 MeV. En France, SPIRAL au GANIL a démarré au début des années 2000 ; la phase 2 (SPIRAL2) devrait faire du GANIL une des sources les plus intenses au monde de faisceaux radioactifs.

### Noyaux exotiques notables
Parmi les milliers de noyaux radioactifs possibles, certains sont plus particulièrement étudiés en laboratoire en raison des challenges qu'ils posent aux modèles théoriques du noyau atomique ou de la matière nucléaire loin de l'équilibre.

#### Noyaux magiques
Les atomes dont les couches d'électrons sont complètes, sont très stables et chimiquement très peu réactifs (les gaz rares). De manière analogue pour les noyaux, le modèle en couches prévoit une énergie de liaison supérieure (et donc une durée de vie accrue pour les noyaux instables), pour les noyaux dont les couches sont complètes. Les nombres magiques pour les protons et/ou les neutrons sont  N ou Z = 2, 8, 20, 28, 50, 82, 126 (cf figure de la vallée de stabilité). Les noyaux magiques ont une valeur de N ou Z égale à un nombre magique ; les noyaux doublement magiques ont des valeurs de N et de Z égales chacune à un nombre magique. Les nucléides magiques en nombre de protons sont 
2He, 
8O, 
20Ca, 
28Ni, 
50Sn, 
82Pb ; à ce jour aucun noyau superlourd à 126 protons n'a pu être détecté. Parmi les isotopes d'un élément (Z constant), les nucléides magiques en neutrons auront une stabilité accrue.
- Les noyaux stables et doublement magiques sont  4
2He, 16
8O, 40
20Ca. Au-delà, en raison de la courbure de la vallée de la stabilité vers les noyaux riches en neutrons, des noyaux doublement magiques comme 56
28Ni, 100
50Sn, 132
50Sn sont instables, le noyau doublement magique 164
82Pb n'existe pas, mais le doublement magique 208
82Pb est stable avec 82 protons et 126 neutrons.
- L'étain 
50Sn détient le record de stabilité avec 39 isotopes connus, dont 10 stables.
- Le calcium a 24 isotopes connus, dont cinq stables et deux à durée de vie tellement longue qu'on peut les considérer comme stables à notre échelle de temps (voir article isotopes du calcium). Le 48
20Ca est particulièrement intéressant pour les expérimentateurs ; de durée de vie d'environ 5 × 1019 années, c'est un candidat idéal pour les réactions de fusion avec des noyaux très lourds, en raison de son excès de neutrons (voir infra).
- En 1999, parmi les isotopes du nickel, le noyau doublement magique 48
28Ni (très déficient en neutrons) a été produit au GANIL[7] (la fragmentation de 1017 noyaux de 56
28Ni a permis d'en détecter 4 exemplaires). Cette production est la dernière d'une longue liste de noyaux nouveaux créés et/ou étudiés au GANIL[8].

#### Noyaux superlourds
Le nucléide stable le plus lourd est l'uranium, sous la forme la plus abondante 238
92U. Au delà, le champ coulombien rend les noyaux instables à la fission ou la radioactivité α (voir figure). La durée de vie des noyaux transuraniens (Z > 92) devient de plus en plus courte. Cependant les théoriciens conjecturent que des noyaux magiques ou doublement magiques autour des charges Z = 120 pourraient avoir une durée de vie plus longues (être stables ?). Une recherche expérimentale intensive est faite pour les mettre en évidence ; notamment, par des réactions de fusion très près de la barrière coulombienne, pour que le noyau composé soit le moins excité possible.
Le dernier élément identifié, auquel on a donné le nom du physicien russe Oganessian, est l'oganesson 294
118Og, produit au  FLNR de Dubna (Russie) par la réaction de fusion du faisceau de 48
20Ca sur une cible de 249
98Cf : réaction 249
98Cf (48
20Ca, 3n) 294
118Og.

#### Noyaux déformés
Dans leur état fondamental, les noyaux sont loin d'être tous de symétrie sphérique. Depuis les débuts de la spectroscopie nucléaire, les expérimentateurs ont mis en évidence des spectres d'excitation typiques de noyaux déformés en rotation. Dans la plupart des cas, les formes des noyaux déformés sont des ellipsoïdes de révolution (ballon de rugby ou disque).
Cependant pour les noyaux loin de la stabilité, les neutrons (ou protons) en excès peuvent avoir des extensions spatiales très importantes (voir article noyau à halo). Enfin, les noyaux légers peuvent avoir une structure de type moléculaire, chaînes ou structure 3D de noyaux d'4He (voir article Structure_nucléaire#Modèles_en_agrégats).